# Корецкий замок
Корецкий замок — разрушенная резиденция князей Корецких в городе Корец Ровненской области. Достопримечательность архитектуры Украины. До сегодняшнего времени сохранились небольшие фрагменты фортификационных сооружений XV—XVIII вв. Надвратная башня изображена на гербе современного города.

## История замка

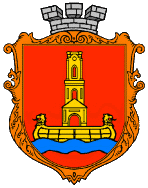
Герб Корца

По традиционной версии в 1386 году князь Федор Острожский начал строительство крепости и её укреплений над рекой Корчик. По другой версии, которую отстаивают некоторые современные историки, первым строителем замка был Дмитрий Ольгердович. Впоследствии Корец считался родовой вотчиной его потомков — князей Корецких.
С трёх сторон замок был окружён глубоким рвом, который надёжно защищал крепость от нападения. С запада она была надёжно прикрыта рекой. К замку Острожских можно было добраться только через мост, который соединял его с окружающим миром. А в XVI в. новым владельцем замка, князем Богушем Корецким, в крепости были достроены новые укрепления.
В течение XVII-XVIII веков, Корецкий замок был перестроен наподобие дворца. Последний раз, в 1780 году, его заново отстроил князь Ю. К. Чарторыйский. После Ноябрьского восстания его опустевшая резиденция сгорела (1832) и с тех пор не восстанавливалась. Правда, в 1920-х годах владелец руин Корецкой крепости Бнинский пытался провести ремонт, но через некоторое время работы были прекращены.

## Современное состояние
От бывшего замкового комплекса остались только руины. Надвратная башня находится в запущенном состоянии и представляет собой трехъярусную, прямоугольную постройку. К ней примыкают остатки двухэтажных зданий. Через замковый ров к крепости ведет виадук, который в 2005 году был отремонтирован.

## Галерея

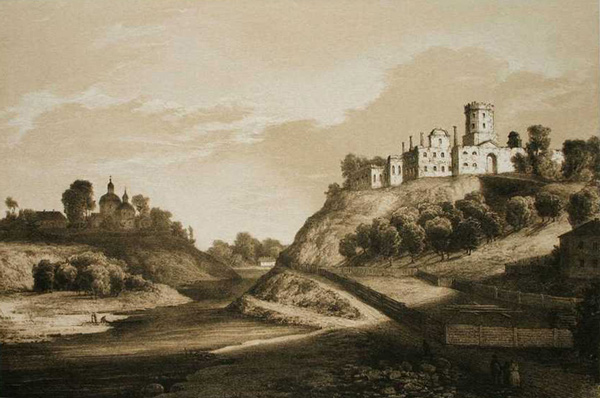
Наполеон Орда. Корецкий замок
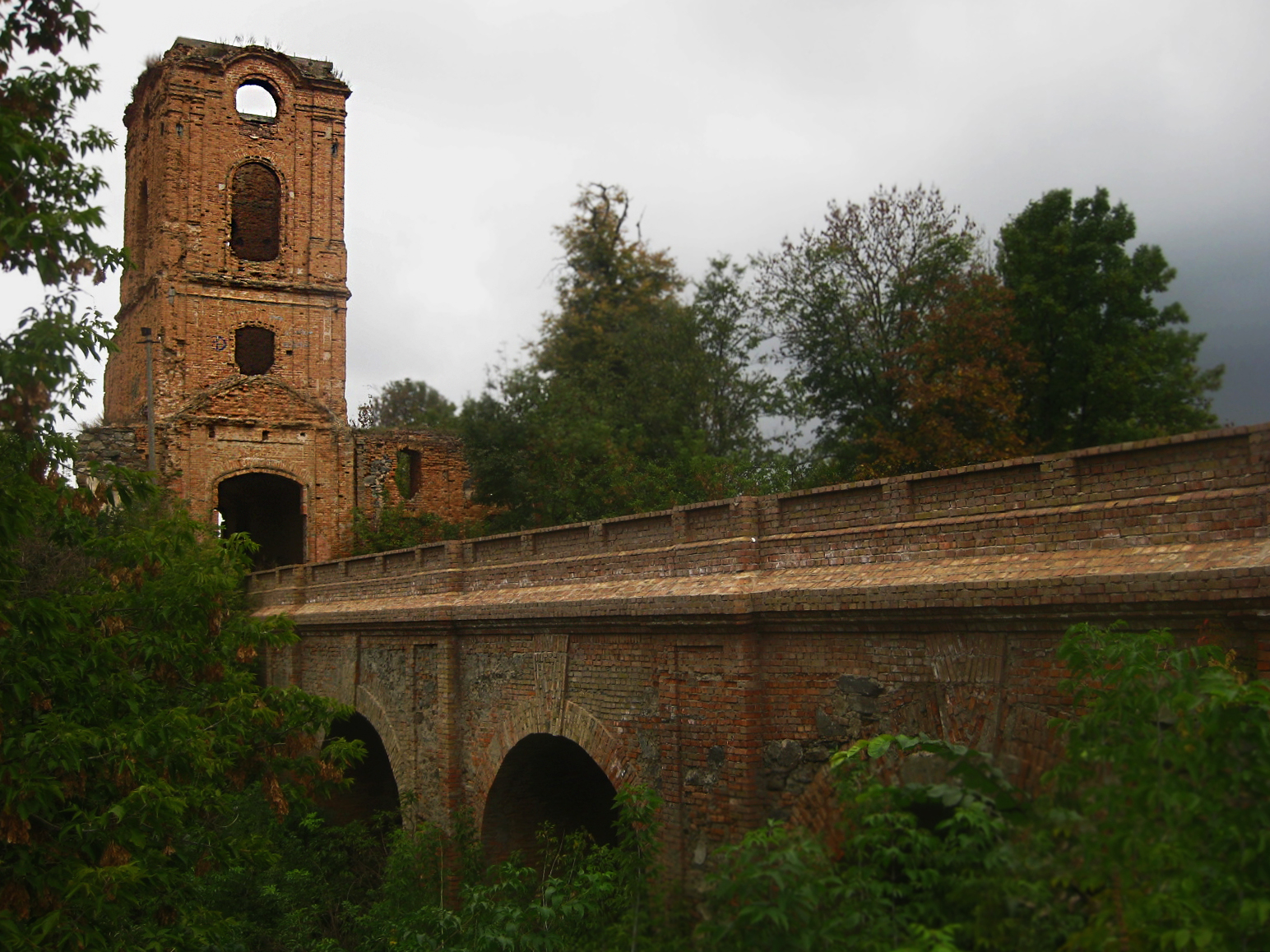
Мост через замковый ров
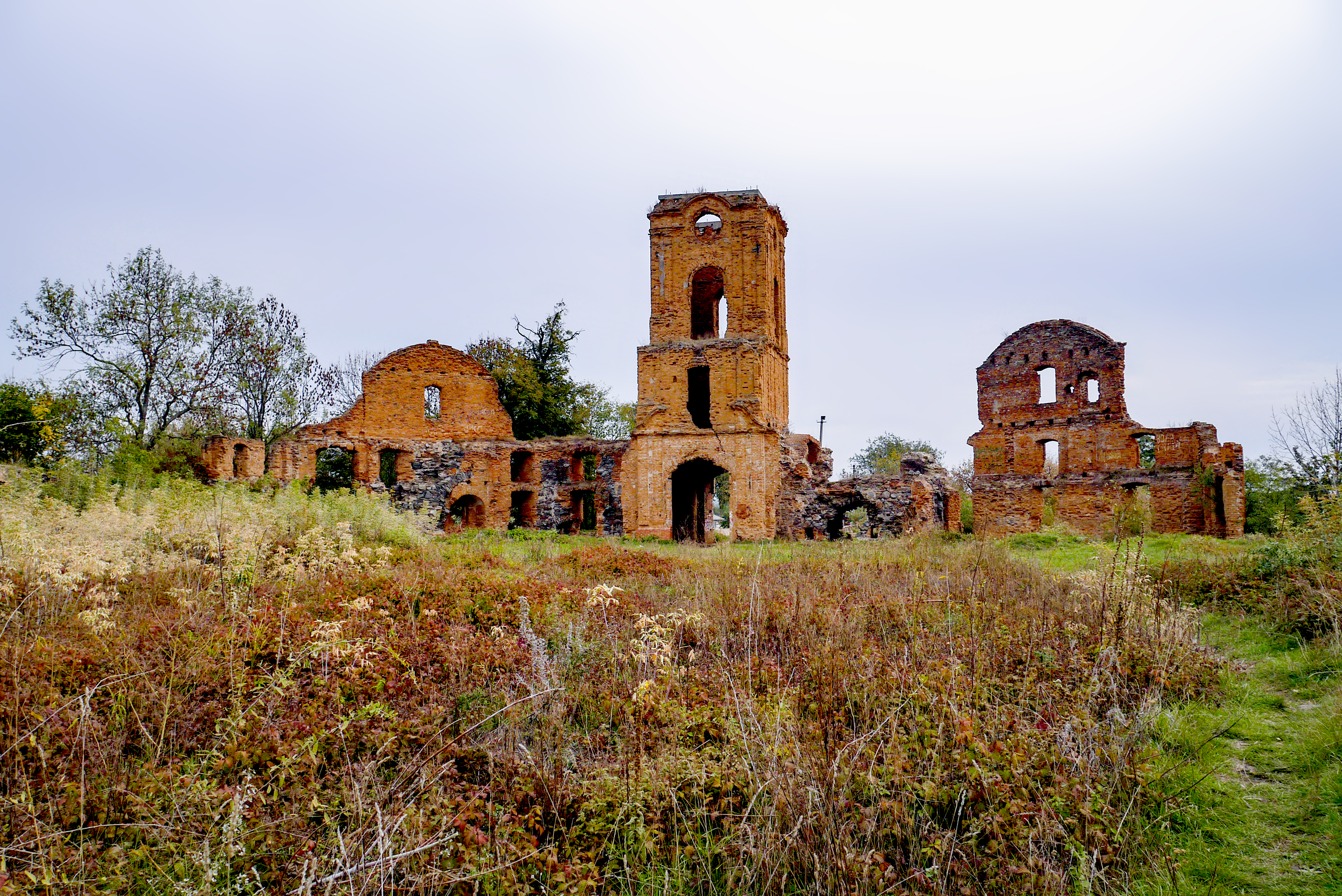
Общий вид
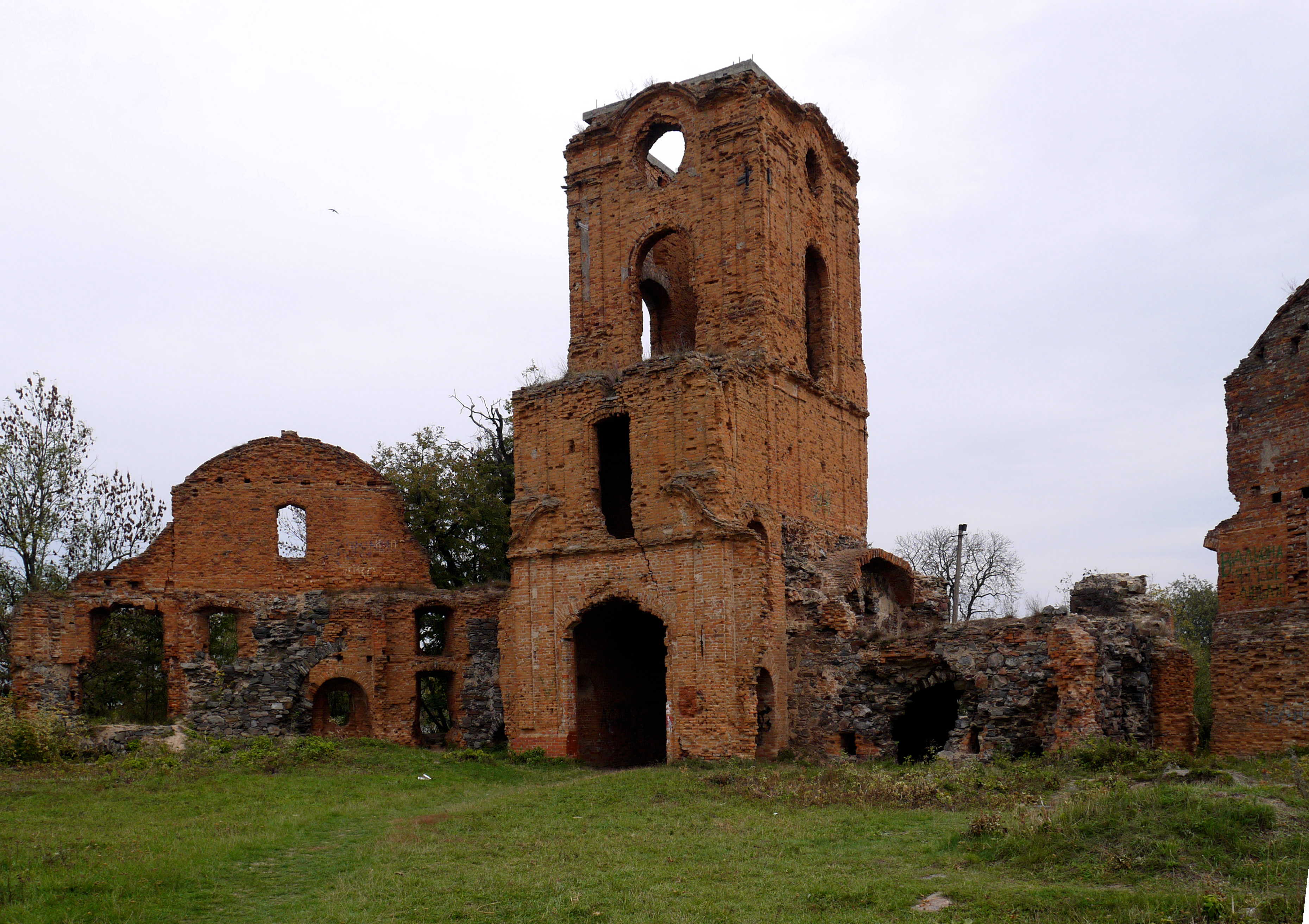
Надвратная башня
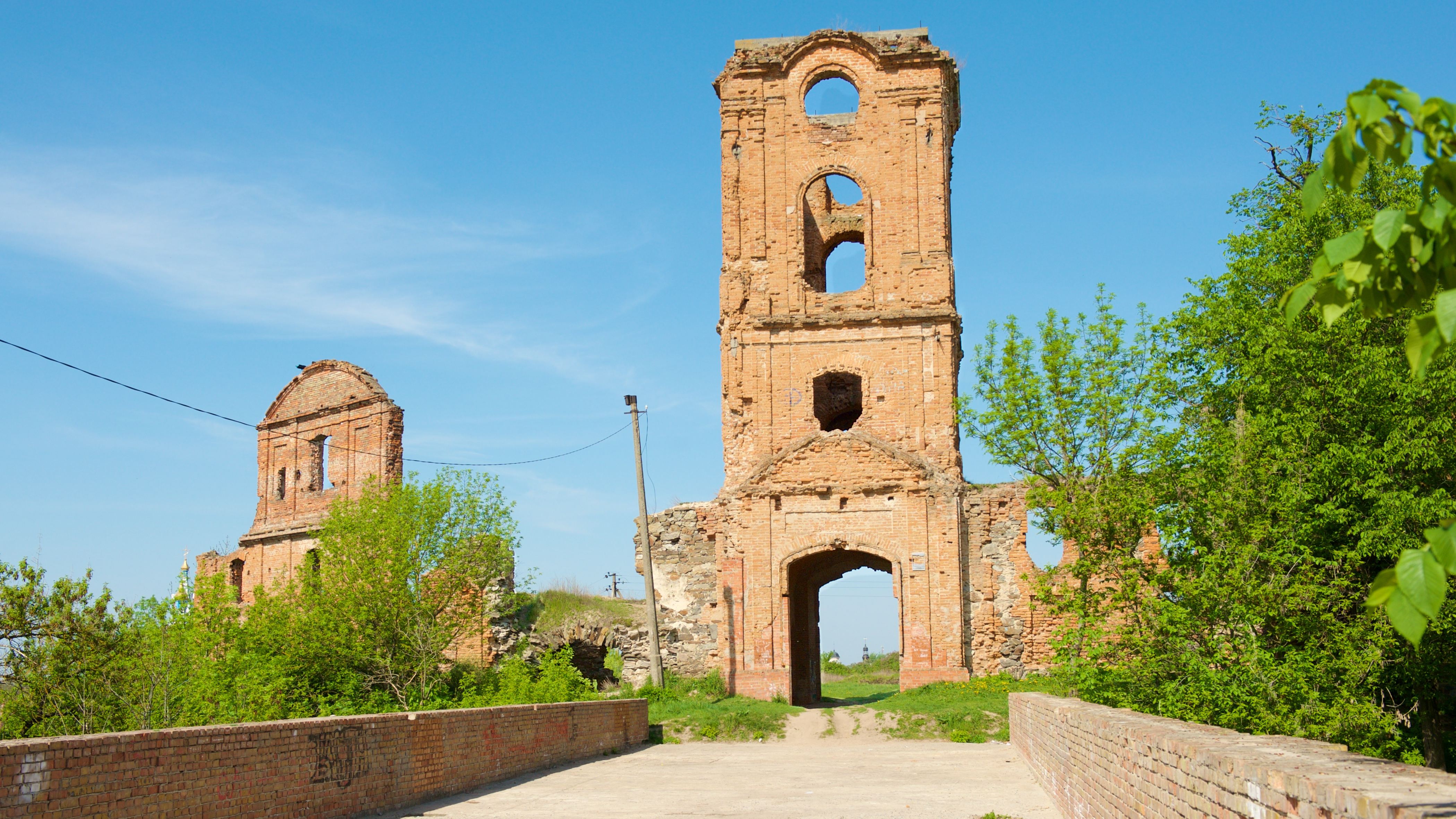
Корецкий замок